# Чанъи (Гирин)
Чанъи́ (кит. упр. 昌邑, пиньинь Chāngyì) — район городского подчинения городского округа Гирин провинции Гирин (КНР). Район назван по изначально находившейся в этих местах деревне Чанъитунь.

## История
В 1744 году здесь поселились переселенцы из провинции Шаньдун. Так как они были из деревень уезда Чанъи, то и новую деревню назвали Чанъитунь («деревня Чанъи»).
В 1936 году правительство Маньчжоу-го разделило город Гирин на районы, и деревня Чанъитунь стала центром нового района Чанъи.

## Административное деление
Район Чанъи делится на 13 уличных комитетов, 3 посёлка и 2 национальные волости.

## Соседние административные единицы
Район Чанъи граничит со следующими административными единицами:
- Район Лунтань (на востоке)
- Район Чуаньин (на юге)
- Город субпровинциального значения Чанчунь (на севере и западе)